# Premi Cóndor de Plata a la millor pel·lícula en llengua estrangera
El Premi Còndor de Plata a la millor pel·lícula en llengua estrangera és un dels guardons lliurats anualment per l'Asociación de Cronistas Cinematográficos de la Argentina.
Ha estat lliurat des del 53° lliurament dels Premis Cóndor de Plata, que es va realitzar l'any 2005. Sorgeix a partir de la divisió de la categoria de Millor Pel·lícula Estrangera (premi que es lliurava sense importar l'idioma o país del film). A partir d'aquest any també es lliura el Premi a la Millor Pel·lícula Iberoamericana.

## Guanyadors i nominats
| Any                           | Pel·lícula                                      | Direcció                  | País                    | Ref.   |
| 2005                          |                                                 |                           |                         |        |
| ----------------------------- | ----------------------------------------------- | ------------------------- | ----------------------- | ------ |
| 2005                          | Primavera, estiu, tardor, hivern i... primavera | Kim Ki-duk                | Corea del Sud           | [ 1 ]  |
| 2005                          | Abans de la posta                               | Richard Linklater         | Estats Units            | [ 2 ]  |
| 2005                          | Big Fish                                        | Tim Burton                | Estats Units            | [ 2 ]  |
| 2005                          | Good Bye, Lenin!                                | Wolfgang Becker           | Alemanya                | [ 2 ]  |
| 2005                          | Les invasions barbares                          | Denys Arcand              | Canadà                  | [ 2 ]  |
| 2006                          |                                                 |                           |                         |        |
| Entre copes                   | Alexander Payne                                 | Estats Units              | [ 3 ]                   |        |
| 2046                          | Wong Kar-wai                                    | Hong Kong                 | [ 4 ]                   |        |
| La núvia cadàver              | Tim Burton                                      | Estats Units              | [ 4 ]                   |        |
| Der neunte Tag                | Volker Schlöndorff                              | Alemanya                  | [ 4 ]                   |        |
| L'enfonsament                 | Oliver Hirschbiegel                             | Alemanya                  | [ 4 ]                   |        |
| 2007                          |                                                 |                           |                         |        |
| Petita Miss Sunshine          | Jonathan Dayton i Valerie Faris                 | Estats Units              | [ 5 ]                   |        |
| الجنّة الآن                    | Hany Abu-Assad                                  | Palestina                 | [ 6 ]                   |        |
| Lâkpošthâ ham parvâz mikonand | Bahman Ghobadi                                  | Iraq Iran                 | [ 6 ]                   |        |
| L'enfant                      | Jean-Pierre Dardenne i Luc Dardenne             | Bèlgica                   | [ 6 ]                   |        |
| Infiltrats                    | Martin Scorsese                                 | Estats Units              | [ 6 ]                   |        |
| 2008                          |                                                 |                           |                         |        |
| Das Leben der Anderen         | Florian Henckel von Donnersmarck                | Alemanya                  | [ 7 ]                   |        |
| 4 luni, 3 săptămâni şi 2 zile | Cristian Mungiu                                 | Romania                   | [ 8 ]                   |        |
| A fost sau n-a fost?          | Corneliu Porumboiu                              | Romania                   | [ 8 ]                   |        |
| L'esquive                     | Abdellatif Kechiche                             | França                    | [ 8 ]                   |        |
| Letters from Iwo Jima         | Clint Eastwood                                  | Estats Units              | [ 8 ]                   |        |
| 2009                          |                                                 |                           |                         |        |
| Persepolis                    | Vincent Paronnaud i Marjane Satrapi             | França                    | [ 9 ]                   |        |
| Juno                          | Jason Reitman                                   | Estats Units              | [ 10 ]                  |        |
| L'escafandre i la papallona   | Julian Schnabel                                 | França · Estats Units     | [ 10 ]                  |        |
| Sukkar Banat                  | Nadine Labaki                                   | Líban                     | [ 10 ]                  |        |
| 2010                          |                                                 |                           |                         |        |
| Entre les murs                | Laurent Cantet                                  | França                    | [ 11 ]                  |        |
| Auf der anderen Seite         | Fatih Akin                                      | Alemanya                  | [ 12 ]                  |        |
| Gomorra                       | Matteo Garrone                                  | Itàlia                    | [ 12 ]                  |        |
| Katyn                         | Andrzej Wajda                                   | Polònia                   | [ 12 ]                  |        |
| Belle Toujours                | Manoel de Oliveira                              | Portugal                  | [ 12 ]                  |        |
| 2011                          |                                                 |                           |                         |        |
| The Beaches of Agnès          | Agnès Varda                                     | França                    | [ 13 ]                  |        |
| Das weiße Band                | Michael Haneke                                  | Austràlia                 | [ 14 ]                  |        |
| Hadewijch                     | Bruno Dumont                                    | França                    | [ 14 ]                  |        |
| L'escriptor                   | Roman Polanski                                  | França · Alemanya         | [ 14 ]                  |        |
| Vincere                       | Marco Bellocchio                                | Itàlia                    | [ 14 ]                  |        |
| 2012                          |                                                 |                           |                         |        |
| De déus i homes               | Xavier Beauvois                                 | França                    | [ 15 ]                  |        |
| Habemus Papam                 | Nanni Moretti                                   | Itàlia                    | [ 16 ]                  |        |
| Le Quattro Volte              | Michelangelo Frammartino                        | Itàlia                    | [ 16 ]                  |        |
| Midnight in Paris             | Woody Allen                                     | Estats Units              | [ 16 ]                  |        |
| Pina                          | Wim Wenders                                     | Alemanya                  | [ 16 ]                  |        |
| 2013                          |                                                 |                           |                         |        |
| Nader i Simin, una separació  | Asghar Farhadi                                  | Iran                      | [ 17 ]                  |        |
| Le Havre                      | Aki Kaurismäki                                  | Finlàndia                 | [ 18 ]                  |        |
| Hugo                          | Martin Scorsese                                 | Estats Units              | [ 18 ]                  |        |
| Młyn i krzyż                  | Lech Majewski                                   | Polònia                   | [ 18 ]                  |        |
| The Artist                    | Michel Hazanavicius                             | França                    | [ 18 ]                  |        |
| 2014                          |                                                 |                           |                         |        |
| Blue Jasmine                  | Woody Allen                                     | Estats Units              | [ 19 ]                  |        |
| Amour                         | Michael Haneke                                  | França                    | [ 20 ]                  |        |
| Abans del capvespre           | Richard Linklater                               | Estats Units              | [ 20 ]                  |        |
| Gravity                       | Alfonso Cuarón                                  | Estats Units · Regne Unit | [ 20 ]                  |        |
| Jagten                        | Thomas Vinterberg                               | Dinamarca                 | [ 20 ]                  |        |
| 2015                          |                                                 |                           |                         |        |
| Ida                           | Paweł Pawlikowski                               | Polònia                   | [ 21 ]                  |        |
| Boyhood                       | Richard Linklater                               | Estats Units              | [ 22 ]                  |        |
| Inside Llewyn Davis           | Joel i Ethan Coen                               | Estats Units              | [ 22 ]                  |        |
| La vida d'Adèle               | Abdellatif Kechiche                             | França                    | [ 22 ]                  |        |
| Nebraska                      | Alexander Payne                                 | Estats Units              | [ 22 ]                  |        |
| 2016                          |                                                 |                           |                         |        |
| Dos dies, una nit             | Jean-Pierre i Luc Dardenne                      | Bèlgica · França          | [ 23 ]                  |        |
| Els núvols de Sils Maria      | Olivier Assayas                                 | França                    | [ 24 ]                  |        |
| Jeune & Jolie                 | François Ozon                                   | França                    | [ 24 ]                  |        |
| Mad Max: Fury Road            | George Miller                                   | Austràlia                 | [ 24 ]                  |        |
| Mommy                         | Xavier Dolan                                    | Canadà                    | [ 24 ]                  |        |
| 2017                          |                                                 |                           |                         |        |
| Carol                         | Todd Haynes                                     | Regne Unit · Estats Units | [ 25 ]                  |        |
| Le Nouveau                    | Rudi Rosenberg                                  | França                    | [ 26 ]                  |        |
| Little Men                    | Ira Sachs                                       | Estats Units              | [ 26 ]                  |        |
| Sangue del mio sangue         | Marco Bellochio                                 | Itàlia                    | [ 26 ]                  |        |
| The Hateful Eight             | Quentin Tarantino                               | Estats Units              | [ 26 ]                  |        |
| 2018                          |                                                 |                           |                         |        |
| Toivon tuolla puolen          | Aki Kaurismaki                                  | Finlàndia                 | [ 27 ]                  |        |
| Manchester by the Sea         | Kenneth Lonergan                                | Estats Units              | [ 27 ]                  |        |
| Geu-hu                        | Hong Sang-soo                                   | Corea del Sud             | [ 28 ]                  |        |
| Graduation                    | Cristian Mungiu                                 | Romania                   | [ 28 ]                  |        |
| Paterson                      | Jim Jarmusch                                    | Estats Units              | [ 28 ]                  |        |
| 2019                          | Cold War                                        | Paweł Pawlikowski         | Polònia                 | [ 29 ] |
| 2019                          | Phantom Thread                                  | Paul Thomas Anderson      | Estats Units Regne Unit | [ 30 ] |
| 2019                          | BlacKkKlansman                                  | Spike Lee                 | Estats Units            | [ 30 ] |
| 2019                          | The Florida Project                             | Sean Baker                | Estats Units            | [ 30 ] |
| 2019                          | Visages Villages                                | Agnès Varda i JR          | França                  | [ 30 ] |